# Arctosa amylaceoides
Arctosa amylaceoides là một loài nhện trong họ Lycosidae.
Loài này thuộc chi Arctosa. Arctosa amylaceoides được Ehrenfried Schenkel-Haas miêu tả năm 1936.